# Кумыкский округ
Кумыкский округ — административно-территориальная единица Терской области Российской империи, существовавшая в 1860—1869 годах. с 1827 до 1860 именовалось как Кумыкское владение.

## Географическое положение
Располагался в восточной части Северного Кавказа в районе бассейна рек Терек, Аксая, Акташа и Ярыксу, охватывал территорию современного центрального Дагестана.
Границы: на севере по реке Терек с Ставропольской губернией, на юго-востоке с Дагестанской областью, на юго-западе с Нагорным округом, на западе с Чеченским округом.

## История
Образован в 1860 году из Кумыкского владения. До 1860 года XIX века горское население Северного Кавказа находилось в подчинении военных властей Левого (Северо-Восточный Кавказ) и Правого (Северо-Западный Кавказ) флангов Кавказской линии. Гражданское управление было только в Ставропольской губернии. После окончания Кавказской войны военное управление Кавказом было ликвидировано. В 1860 году вся территория Северного Кавказа была поделена на Ставропольскую губернию, Кубанскую, Терскую и Дагестанскую области. Терская область состояла из 8 округов: Кабардинского, Осетинского, Ингушского, Аргунского, Чеченского, Ичкеринского, Нагорного и Кумыкского.
Административным центром Кумыкского округа был город Хасавюрт.
В 1869 году Кумыкский округ вместе с Нагорным округом был объединен в один Хасавюртовский округ, который охватывал обширную территорию от реки Акташ до Каспийского моря.

## Население
Основное население округа составляли кумыки.

## Административное деление
В административном отношении изначально в 1862 году округ делился на 3 участка.
- Аксаевский — центр аул Аксай-Ташкичу. Население на 1868 год — 10 848 человек[5].
- Андреевский — центр аул Эндери. Население на 1868 год — 15 975 человек.
- Ногайский — центр аул Татаюрт. Население на 1868 год — 8411 человек.